# Bundera nigrimargina
Bundera nigrimargina är en insektsart som beskrevs av Li och Wang 2002. Bundera nigrimargina ingår i släktet Bundera och familjen dvärgstritar. Inga underarter finns listade i Catalogue of Life.